# Хордалан
Хордалан е фюлке (област) в Югозападна Норвегия. Населението е 490 800 жители (2009 г.), а има площ от 15 460 кв. км. Намира се в часова зона UTC+1, а лятното часово време е по UTC+2. Административен център е град Берген. Областта носи това име от 1919 г. В религиозно отношение/или липса на такова жителите са: 87,34% християни, 11,67% други/атеисти, 0,77% мюсюлмани и 0,22% будисти.